# Rezerwat przyrody Grądy Celestynowskie
Rezerwat przyrody „Grądy Celestynowskie” – leśny, częściowy rezerwat przyrody położony w gminie Celestynów, na północ od Celestynowa. 
Został powołany Zarządzeniem Ministra Ochrony Środowiska i Zasobów Naturalnych z dnia 19 lutego 1987 (M.P. z 1987 r. nr 7, poz. 55). Zajmuje powierzchnię 8,35 ha. Celem ochrony tego rezerwatu jest ochrona zbiorowisk grądowych ze stanowiskami rzadkich i chronionych gatunków roślin. Występuje tu dobrze zachowany fragment lasu liściastego.

## Walory przyrodnicze
Powierzchnię rezerwatu zajmują siedliska: buczyna kwaśna (86,8%) i las świeży (13,2%), z panującym dębem (79,3%) oraz osiką (20,7%). Gatunkami współpanującymi są brzoza, grab, sosna.
Na szczególną uwagę zasługują występujące tu zbiorowiska grądu typowego z fragmentami grądu wysokiego oraz rzadko spotykany na Niżu Polskim zespół grądu niskiego z turzycą drżączkowatą. 
W rezerwacie występują m.in. następujące gatunki roślin: kopytnik pospolity, turówka leśna, groszek czerniejący, zawilce.